# Thunderbird Lodge (Nevada)
Pour les articles homonymes, voir Thunderbird Lodge.
Le Thunderbird Lodge est une propriété américaine dans le comté de Washoe, au Nevada. Construite dans les années 1930 sur les bords du lac Tahoe, elle est inscrite au Registre national des lieux historiques sous le nom de Whittell Estate depuis le 27 octobre 2000.